# Еврейское агентство
Еврейское агентство для Израиля (JAFI) (ивр. הסוכנות היהודית לארץ ישראל‎ ха-Сохну́т ха-Йехуди́т ле-Эрец-Исраэль), известно также как Еврейское агентство или Сохну́т — международная сионистская организация с центром в Государстве Израиль, которая занимается репатриацией в Израиль (алия) и помощью репатриантам, а также вопросами, связанными с еврейско-сионистским воспитанием и глобальным еврейским сообществом.

## История

### 1908—1928 гг. Создание Всемирной сионистской организацией Палестинского еврейского бюро
Еврейское агентство или Палестинское еврейское бюро (ивр. המשרד הארץ-ישראלי‎, Ha-Misrad ha-Erets — Yisraeli) было создано в Яффо в 1908 году Всемирной сионистской организацией (Оперативным отделением сионистской организации — ZO) на территории Палестины, принадлежавшей Османской империи. Руководил Палестинским еврейским бюро Артур Руппин.
Палестинское бюро занималось отношениями евреев Палестины и турецким султаном, другими иностранными чиновниками. Бюро способствовало иммиграции еврейского населения, помогало приобретать землю.
Основателей Палестинского бюро вдохновляли идеи Теодора Герцля, призывавшего к борьбе с антисемитизмом, мечтающего изменить отношение к евреям в мире. Герцль говорил о необходимости иметь собственную землю независимому еврейскому государству. Палестинское бюро, которое впоследствии стало Еврейским агентством, было основой для претворения идей Герцля в жизнь.
Приток евреев в Палестину в начале двадцатого века способствовал увеличению покупки земель. С помощью Еврейского национального фонда (ЕНФ) Палестинское бюро стало покупать землю в двух районах: на берегу озера Кинерет и в Рухаме (рядом со Сдеротом). Впоследствии Палестинское бюро совместно с Еврейским национальным фондом повсеместно создавало мошавы и кибуцы.
Во время Первой мировой войны еврейская иммиграция увеличивается, Османская империя распадается, сионистская мечта о суверенитете в Палестине становится более реальной.
В 1917 году была обнародована декларация Бальфура. Под руководством президента Британской сионистской федерации доктора Хаима Вейцмана была сформирована комиссия, представившая доклад британскому правительству. Вейцман сыграл важную роль в определении различных направлений деятельности Палестинского офиса. Палестинское бюро занималось иммиграцией, землей, сельским хозяйством, финансами, образованием, статистикой.
25 апреля 1920 года страны-победительницы на конференции в Сан-Ремо договорились о мандатах на Палестину, Трансиорданию, Ирак. Лига Наций официально утвердила эти мандаты в 1922 году.
Мандат на управление Палестиной был выдан Великобритании. Четвёртая статья мандата предусматривала «признание Еврейского агентства в качестве общественного органа с целью консультирования и сотрудничества с администрацией Палестины в экономических, социальных и других вопросах, которые могут повлиять на создание еврейского национального очага и служить интересам еврейского населения Палестины». Руководители ZO внесли свой вклад в разработку мандата.
Работа Еврейского агентства в 20-е годы осложнялась внутриполитической борьбой, разгоревшейся между ревизионистской партией, возглавляемой Зеэвом Жаботинским, требующим немедленного провозглашения еврейского государства, и Хаимом Вейцманом, который выступал за расширение Еврейского агентства, создание еврейских поселений и постепенное заселение земель. Полный разрыв у ревизионистов с Еврейским агентством произошёл в 1935 году, в 1947 году отношения между этими течениями были восстановлены.

### 1929—1947 гг. Палестинское еврейское агентство
Название «Еврейское агентство для Палестины» бюро получило 11 августа 1929 года на 16 Конгрессе сионистов, состоявшемся в Цюрихе (Швейцария).
Центральный офис располагался в Лондоне. Хаим Вейцман одновременно выполнял обязанности Президента Всемирной сионистской организации (1921—1931 гг., 1935—1946 гг.) и Председателя Еврейского агентства.
В 1930 году вышла «Белая книга». В ней, в частности, рекомендовалось ограничение еврейской иммиграции. В 1931 году Премьер-министр Великобритании отменил некоторые из антисионистских положений «Белой книги». Однако Х. Вейсман, возмущенный предательством англичан, их отказом от обязательств, прозвучавших в Декларации Бэлфура, отказался работать с ними.
Для британских властей Палестины Агентство было официальным представителем евреев. Оно также несло ответственность за внутренние дела еврейского населения Палестины.
На протяжении 1934—1948 годов Еврейское агентство постоянно способствовало увеличению британских квот иммиграции. В эти годы агентство совместно с другими организациями помогло более чем 150,000 людей попасть в Палестину.
Это были евреи, спасающиеся от злодеяний фашистов в Европе. Большинство судов (движение Хаапала) были перехвачены англичанами, но несколько тысяч евреев сумели проскользнуть мимо властей. Работа Еврейского агентства объединила еврейскую общину в Палестине и новичков из числа европейских еврейских беженцев.
Агентство воспользовалось законом, существующим со времен Османской империи о том, что никакое здание, имеющее крышу, не может быть снесено.
Десятки новых еврейских поселений строились на земле, купленной по ЕНФ, буквально за одну ночь, без получения мандата от властей.
В 1933 году Еврейское агентство заключило соглашение Хаавара с нацистской Германий, согласно которому 50,000 немецких евреев с помощью Англо-Палестинского банка (АРС, в настоящее время «Банк Леуми» — дословно «Национальный банк») получили разрешение эмигрировать в Палестину, сохранив некоторую часть своих активов (денежные средства, долговые требования к различным организациям)
В 1943 году была разработана специальная молодёжная программа алии. Между 1933 и 1948 годами более 5,000 молодых евреев из Европы были спасены. В Палестине они получали образование в специальных школах-интернатах.
А за период между 1933 и 2011 годом, по мнению профессора Дворы Хакоэн, молодёжное движение «алия» помогло более чем 300,000 молодых людей переехать и абсорбироваться в стране.
Во время Второй мировой войны Еврейское агентство создало Комитет по оказанию помощи европейскому еврейству, занималось разрешениями на въезд в Палестину, отправляло еду, поддерживало контакты. Агентство также помогло 40,000 членам палестинской еврейской общины (8 процентов еврейского населения Палестины) пройти обучение в британских вооруженных силах, чтобы совместно бороться против нацистов.
По окончании Второй мировой войны агентство продолжило способствовать нелегальной иммиграции в Палестину. Между 1945 и 1948 годами Еврейское агентство отправило 66 кораблей с беженцами в Палестину.
Большинство из них были перехвачены британскими властями, и эмигрантов, только что переживших Холокост, отправляли в лагеря Палестины и на Кипр. Только создание государства Израиль изменило положение дел, задержанные смогли въехать в страну.
Убедившись в антисионистской позиции Великобритании, организации Хагана, Иргун и Лехи подписали договор. Еврейское агентство помогло объединиться различным силам сопротивления англичанам.
В 1946 году британские власти разгромили штаб Еврейского агентства, попытались сломить еврейское сопротивление в Палестине. Глава политического отдела агентства Моше Шарет и член Исполнительного комитета агентства Дов Йосеф были арестованы и заключены в Латрун.

### 1947—1967 гг. Еврейское агентство в годы образования государства
29 ноября 1947 года Организация Объединённых Наций постановила разделить Палестину, и 14 мая 1948 года была провозглашена независимость государства Израиль.
Еврейское агентство с первого дня существования страны перестало взаимодействовать с силовыми ведомствами и сосредоточило всё внимание на приёме и обустройстве иммигрантов, а также на налаживании еврейского и сионистского образования в диаспоре.
В 1949 году Еврейское агентство перевезло в Израиль из лагерей Европы и Кипра 239 тысяч человек, переживших Холокост. В дальнейшем евреи, страдающие от насилия и преследований в арабских странах, были вынуждены оставлять своё имущество, дома и бежать. Агентство помогло 49,000 йеменских евреев репатриироваться в Израиль. В течение нескольких лет сотни тысяч еврейских беженцев из Северной Африки, Турции, Ирака, Ирана при помощи Еврейского агентства стали жителями Израиля. Только за 1948—1952 годы Израиль принял около 700,000 иммигрантов.
Еврейское агентство открывало школы для изучения иврита, предоставляло продовольствие, жилье, помогало осваивать нужные государству профессии. Жилья не хватало, и многие из вновь прибывших были размещены во временных строениях или транзитных лагерях.
В первые годы существования государства Еврейское агентство помогало открывать учреждения, связанные с культурой и экономикой: национальный театр и культурный центр, музеи, организации, занимающиеся сельским хозяйством. Было начато строительство 480 новых городов и поселений по всему Израилю. Агентство приняло активное участие в создании национальной авиакомпании.
В 1952 году Кнессет определил правовой статус Еврейского агентства в Израиле.
Было решено, что Всемирная еврейская организация и Еврейское агентство будут продолжать контролировать задачи, связанные с алией и абсорбцией, а государство возьмет под контроль все другие вопросы: безопасность, образование, занятость.
Еврейское агентство также отвечало за просвещение евреев за пределами Израиля. Израильтян отправляли за рубеж для создания школ диаспоры, лагерей и молодёжных организаций.

### 1967—1990 гг. Иммиграция и абсорбция
Победа Израиля в Шестидневной войне 1967 года увеличила количество иммигрантов. В июне 1968 года было создано Министерство абсорбции, которое взяло на себя некоторые функции Еврейского агентства.
В 1980 году более 8 000 иммигрантов были доставлены из Эфиопии. А в 1991 году 14 400 эфиопских евреев за 36 часов привезли в Израиль. Агентство взяло на себя ответственность за их жилье в центрах абсорбции, обучало их ивриту, помогало найти работу, облегчало их интеграцию в израильское общество.
Во время распада Советского Союза в конце 80-х годов десятки тысяч евреев из России и Восточной Европы эмигрировали в Израиль. В 1990 году из Советского Союза прибыли около 185 000 эмигрантов, в 1991 году — почти 150 000; в течение десяти лет ежегодно Израиль принимал в среднем по 60 000 человек. В целом после падения Берлинской стены в 1989 году около миллиона евреев и членов их семей из бывшего Советского Союза совершили алию. С помощью различных программ Еврейское агентство помогало им интегрироваться.

### 1990—2009 гг. Новые программы
В 1994 году Еврейское агентство, Организация объединённых еврейских общин, а также объединённая израильская организация Керен Ха-Йесод — Юнайтед Исраэль Аппил совместно установили деловые партнёрские связи 2,000. Программа соединила 45 израильских общин и 500 еврейских общин во всём мире в единую сеть городов-побратимов.
Все последующие годы партнеры из городов диаспоры и Израиля обмениваются поездками; в городах — побратимах работают школы; крупные еврейские общины выделяют кредитные средства, помогающие предпринимателям и владельцам малого бизнеса; осуществляются долгосрочные программы, по которым еврейская молодёжь из разных стран встречается в Израиле с израильскими коллегами.
Еврейское агентство следит за деятельностью еврейских общин за пределами Израиля и предоставляет возможность еврейским общинам разных стран чувствовать свою близость с еврейским государством. Этому способствуют израильские педагоги и культурные послы, находящиеся длительное время (от 2 месяцев до 5 лет) за границей и «приближающие» Израиль к сообществам. Представители Еврейского агентства находятся в студенческих городках, в таких организациях, как Гилель, активно участвуют в молодёжных мероприятиях.
Еврейское агентство спонсирует целый ряд программ, особое внимание уделяя молодёжи. Программа Таглит предлагает бесплатные образовательные поездки в Израиль, десятидневный визит в страну, рассчитанный на еврейских молодых ребят.
В 2004 году Еврейское агентство совместно с правительством Израиля создали (и продолжают спонсировать) Маса Исраэль Джорни, организацию, предоставляющую стипендию молодым людям еврейской национальности от 18 до 30 лет, желающим учиться, стажироваться или работать волонтером в Израиле сроком от 5 до 12 месяцев.
В этот период Еврейское агентство стремится сделать все для уменьшения разницы в культурном и экономическом различии между центром и периферией Израиля. Особенно отстают регион Галилеи на Севере и Негев на юге. Появление высокотехнологической промышленности в Израиле способствовало усилению социально-экономического неравенства между центральной частью страны и внешними областями. Например, Молодёжная программа фьючерсов, основанная в 2006 году. Она включает комплексный подход к каждому ребёнку, находящемуся в социально опасной среде. Согласно программе, у всех детей есть «наставники» — учителя или социальные работники, несущие ответственность за адаптацию ребёнка и его социальное обеспечение.
Еврейское агентство также приняло участие в программе, предлагаемой Cisco системой. Участники программы — израильские ученики средних школ, находящихся в невыгодных экономических областях, изучают компьютерный учебный план Cisco, делают разработки как специалисты по компьютерам; участвуют в волонтерской деятельности и изучают демократические ценности.

## Финансирование и бюджет
Еврейское агентство финансируется еврейскими федерациями Северной Америки, Керен Ха-Йесод, крупными еврейскими общинами и федерациями, Международным товариществом христиан и евреев, фондами и дарителями из Израиля и со всех концов земного шара.
Из-за нестабильности курса валют, мирового экономического кризиса и скандала Мейдоффа Еврейское агентство Израиля было вынуждено сделать значительные сокращения в бюджете. Совет управляющих проголосовал в ноябре 2008 года за сокращение на $ 45 млн и на совещании в феврале 2009 года ещё на $ 26 млн.

## Алия
Еврейское агентство способствует ежегодной репатриации в Израиль тысячам евреев. В 2012 году Агентство помогло 16 557 олим (репатриантов) совершить репатриацию, из которых 7 234 человека приехали из бывшего Советского Союза и 2 432 — из Эфиопии. Агентство продолжает поддерживать этих олим, следить за тем, как они интегрируются в израильское общество.
По статистике Министерства абсорбции еврейского государства 8 000 французских евреев в 2015 году совершили репатриацию в Израиль. Это рекордный показатель. На втором месте — репатрианты c Украины. 7 000 украинских евреев репатриировались в Израиль в 2015 году, это на тысячу больше, чем в предыдущем, 2014-м. Министр абсорбции Зеэв Элькин отметил, что в целом алия 2015 года составила 30 тысяч человек. Это рекордно высокий показатель за последнее десятилетие. «Это окно возможностей, которое не должно закрываться», — отметил Элькин.
Услуги Еврейского агентства потенциальным иммигрантам предлагаются в разных странах мира. Агентство «Шлишим» или его представители дают рекомендации по вопросам, связанным с образованием, жильём, здравоохранением и трудоустройством в Израиле. Кроме того, Агентство несёт ответственность за подтверждение, что потенциальный иммигрант имеет право на алию в соответствии с Законом Израиля о возвращении; облегчает получение визы для совершения алии с помощью местного израильского посольства или консульства.
Центры, действующие на территории всей страны, предлагают временное жилье для новых иммигрантов и обеспечивают возможность изучения иврита, подготавливают к жизни и работе в Израиле, приглашают на мероприятия и культурные презентации. 17 из 23 центров Агентства обслуживают репатриантов из Эфиопии и предоставляют услуги, адаптированные к потребностям эфиопской общины. Остальные центры занимаются приемом иммигрантов со всего мира, в первую очередь из бывшего СССР, Южной Америки и Ближнего Востока.
Центры для совершеннолетней молодежи обеспечивают классными помещениями ульпаны и предоставляют широкий спектр услуг, направленный на облегчение абсорбции репатриантов в возрасте 18—35 лет. Это центры Бейт- Бродезки в Тель-Авиве, ульпан «Кинерет» в Тверии, рассчитанные на выпускников средней школы, ищущих работу или готовящихся к службе в армии; кибуц «Алпэн», объединяющий волонтерскую работу в десяти различных кибуцах; сеть ульпанов «Эцион» для выпускников колледжей и молодых специалистов.

## Ульпаны
Интенсивное изучение иврита. Программа для новых иммигрантов включает в себя обучение пять раз в неделю по пять часов в течение пяти месяцев. Программы предлагаются бесплатно для всех новых иммигрантов.
«ТАКА» объединяет ульпаны с подготовительными курсами для иммигрантов, направляя их в израильские колледжи для возможности использовать свои профессиональные знания.
«Крылья» охватывают широкий спектр услуг, включающий практическое руководство и персональное наставничество над молодыми иммигрантами, находящимися далеко от своих семей (солдаты — одиночки).

## Настоящее время
С момента основания государства Израиль агентство в первую очередь занимается вопросами репатриации и помощи репатриантам. Само агентство описывает свои задачи так:
- спасение евреев из тех стран, где они подвергаются преследованиям и их жизнь находится в опасности
- репатриация и абсорбция в еврейское сообщество Израиля
- еврейско-сионистское воспитание
- создание глобального еврейского сообщества

С 1989 года представительства Сохнута действуют в СССР/СНГ. Сохнут организовал сеть молодёжных клубов и преподавание иврита в по всему миру (включая Россию и СНГ). Председатель с 1 августа 2018 года — Ицхак Герцог.

## Список Председателей
- 1933—1935 Артур Руппин
- 1935—1948 Давид Бен-Гурион
- 1948—1956 Берл Локер
- 1956—1961 Залман Шазар
- 1961—1965 Моше Шарет
- 1965—1973 Арье Пинкус
- 1974—1975 Пинхас Сапир
- 1976—1978 Йосеф Альмоги
- 1978—1987 Арье Дольчин
- 1987—1994 Симха Диниц
- 1995—1999 Авраам Бург
- 1999—2005 Салай Меридор
- 2005—2009 Зеэв Бельский
- 2009—2018 Натан Щаранский
- 2018—2021 Ицхак Герцог
- 2021 Яаков Хагоэль

## Jewish Agency International
Дополнительно к программам, которыми агентство занимается в Израиле, оно представлено в более чем 80 странах мира, в том числе в России и многих других странах постсоветского пространства. Более 450 сотрудников образуют всемирную сеть. Штаб-квартира агентства находится в Иерусалиме. Для реализации своих проектов оно собирает деньги от спонсоров.
В Израиле существует несколько пунктов приёма, в которых репатриантам на время предоставляется жильё.
В 1993 году был начат проект под названием «Алия 2000». Задача проекта — уже перед приездом репатриантов найти для них жильё и рабочее место.

## Представительство в России
В России «Еврейское Агентство для Израиля» представлено автономной некоммерческой организацией "Поддержка связей с еврейской диаспорой "Еврейское агентство «Сохнут», краткое наименование на русском языке: АНО «Сохнут». Эта организация осуществляет культурно-просветительскую и благотворительную деятельность в Российской Федерации посредством проведения различных программ в социальной, образовательной, культурной и других сферах.
Целями и задачами этих программ являются:
- укрепление связей между еврейским населением Российской Федерации и государством Израиль и интеграция с еврейскими общинами в других странах мира;
- просветительская деятельность в областях еврейской культуры, истории, и традиции, поддержка стремления к изучению языка иврит;
- предоставление информационной и консультативной помощи гражданам Российской Федерации, имеющим право на репатриацию, решившим поселиться в государстве Израиль, в соответствии с действующим законодательством Российской Федерации;
- содействие российским организациям и еврейским общинам, находящимся на территории Российской Федерации, занимающимся изучением еврейской культуры, истории, языка иврит и традиций;
- оказание благотворительной, организационной и финансовой поддержки (помощи) детским школьным и дошкольным учреждениям, в том числе детям с ограниченными возможностями.

В 1997 году руководитель Управления контрразведывательных операций ФСБ генерал-майор Николай Волобуев в интервью «Московскому комосмольцу» заявил об имевших место многочисленных нарушениях Еврейским агентством законодательства России при организации репатриации еврейских граждан в Израиль. По его словам, «Сохнут», будучи зарегистрированным исключительно в Москве, создавал филиалы по всей территории страны.
5 июля 2022 года издание The Jerusalem Post сообщило, что российское правительство потребовало от руководства «Еврейского агентства» («Сохнут») прекратить деятельность в Российской Федерации. Минюст России по мнению «Русской службы Би-би-си» боится «утечки мозгов» евреев из России в Израиль, а также усмотрел неправильное обращение с личными данными россиян. 21 июля 2022 года Управление Минюста России по Москве подало иск в Басманный суд о ликвидации российского филиала «Сохнута». Предварительное рассмотрение иска было начато 28 июля 2022 года. На 19 августа назначено первое заседании суда о ликвидации представительства. По состоянию на лето 2023 Сохнут не ликвидирован.

## Представительство на Украине
На Украине «Еврейское Агентство для Израиля» представлено автономной некоммерческой организацией «Сохнут — Украина». Эта организация является учредителем фонда «Мидраша Ционит», образовательного центра на территории СНГ.
Целями и задачами фонда являются развитие проекта «Еврейское самосознание», еврейское образованием «для взрослых». В образовательном центре действуют дневной и вечерний учебный курс, которые освещают важнейшие темы в спектре еврейской истории, традиции, мировоззрения, культуры и литературы, актуальных проблем и вечных ценностей. Особое внимание уделяется изучению иврита, священного языка Торы и разговорного языка современности. В центре «Мидраша Ционит» преподают ведущие лекторы из Израиля и СНГ. Также это ещё и место проведения выставок еврейского искусства: живописи, графики, фотографии; проводятся литературные вечера и лекции по древней и современной литературе Израиля. Постоянно действует уникальная компьютерная экспозиция, подготовленная Институтом Иудаики в Киеве, которая посвящена еврейскому культурному наследию. Работает издательский центр. Функционирует отреставрированная Галицкая синагога «Бейт-Яков», которая с 2004 года служит штаб-квартирой для образовательного центра и в которой содержится уникальная еврейская библиотека.